# Telesilla
Telesilla, död efter 510 f.Kr., var en antik grekisk poet och hjältinna. Hon ingår i den grupp av nio kvinnliga diktare som av Antipater från Thessalonica jämförs med de nio muserna: Sapfo, Praxilla,   Moero, Anyte, Erinna, Telesilla, Korinna, Nossis och Myrtis.
Hon blev berömd för sitt försvar av sin hemstad Argos då det anfölls av spartanerna under Kleomenes I år 510. Spartanerna hade då besegrat den argivska armén och tågade mot Argos, som då stod utan försvar. Telesilla samlade då stadens kvinnor och de män som var undantagna från krigstjänst, beväpnade sig och bemannade stadsmurarna. Spartanerna ska då ha avstått från att anfalla staden, eftersom det skulle anses som en tveksam ära att besegra kvinnor och en skam att bli besegrad av dem. Pausanias beskriver hur Telesilla ska ha fått en staty av en kvinna i stridshjälm rest till sin ära framför Afrodites tempel, och en festival, Hybristica, firades sedan till ära för händelsen, där männen klädde sig till kvinnor och kvinnor till män. 
Telesillas roll i försvaret av Argos den gången är omdiskuterad och anses obekräftad. Hennes existens och verksamhet som diktare är oomtvistad, men endast fragment av hennes diktning finns bevarad i verk av andra antika författare.